# Тоньи, Джузеппе
Джузеппе Тоньи (итал. Giuseppe Togni; 5 декабря 1903, Понтедера, Королевство Италия — 24 июня 1981, Рим, Италия) — итальянский государственный деятель, министр промышленности и торговли Италии (1947, 1950—1951, 1963).

## Биография
Родился в семье чиновника окружного суда,. В 1919 г. семья переехала в Пизу. Здесь юный Джузеппе начал работать в качестве чертежника в мраморном карьере, а через десять лет станет его директором. В том же году он становится бойскаутом и участником «Католического действия», объединившегося вокруг архиепископа Пизы, а затем кардинала Пьетро Маффи. Также вступил в ряды Итальянской народной партии.
В ноябре 1938 г. он был назначен директором промысла Marmi della Montecatini, базирующегося в Риме, куда и переезжает со своей семьей. После объявления Перемирия между Италией и Союзниками во Второй мировой войне обеспечивает недоступность ресурсов своих предприятий для немцев, а также помогает скрываться нескольким молодым антифашистам. Возобновляет общественно-политическую деятельность и в ходит в состав Национального комитета освобождения Рима в качестве кандидата в его члены от христианских демократов (ХДП).
После освобождения Рима был назначен директором городского департамента труда. В 1944 г. был избран президентом римского Союза предпринимателей а также президентом Национальной федерации промышленных бизнес-менеджеров, который он сам основал. В том же году он был назначен заместителем секретаря римского комитета ХДП. В 1946 г. был избран президентом основанных им Института содействия руководителям промышленных предприятий (IPADAI) и президентом Итальянской конфедерации общества директоров (CIDA).
В 1946 г. был избран членом Учредительного Собрания Италии. Также преподавал трудовое право на факультете политологии Римского университета.
Входил в состав правительства Италии:
- июнь-декабрь 1947 г. — министр промышленности и торговли,
- 1947—1948 гг. — министр без портфель по координации экономической политики,
- 1950—1951 гг. — министр промышленности и торговли,
- июль-август 1953 г. — министр транспорта,
- март-май 1957 г. — министр государственного участия,
- 1957—1960 гг. — министр общественных работ. На этом посту стал инициатором таких масштабных проектов как: строительство автострады A1, монбланского тоннеля и многих объектов жилищного строительства. выступил организатором крупных инфраструктурных проектов, которые позволили Риму на высоком уровне провести Игр XVII Олимпиады (1960): Дворец спорта, велодром, Олимпийская деревня, виадуки Фламинго и Виа Олимпика, путепровода Тибра и аэропорт Фьюмичино.
- июнь-декабрь 1963 г. — министр промышленности и торговли,
- 1973—1974 гг. — министр почт и телекоммуникаций Италии.

На апрельских выборах 1948 г. был избран в состав Палаты депутатов итальянского парламента. Возглавлял комиссию по промышленности и торговле (1948—1950).
Также являлся президентом Института внешней торговли (ICE). В 1952 году он был избран президентом Высшего института управления бизнесом (ISDA). Также избирался президентом Итальянской ассоциации по связям с общественностью (AIRP).
В 1953 г. был награждён орденом Почётного легиона.
В 1968—1976 гг. избирался в состав итальянского Сената. В 1968—1970 и 1972—1973 гг. — председатель Комиссии по вопросам общественных работ, транспорта, почт и телекоммуникаций и торгового флота.